# Geisterbahnhöfe der Métro Paris

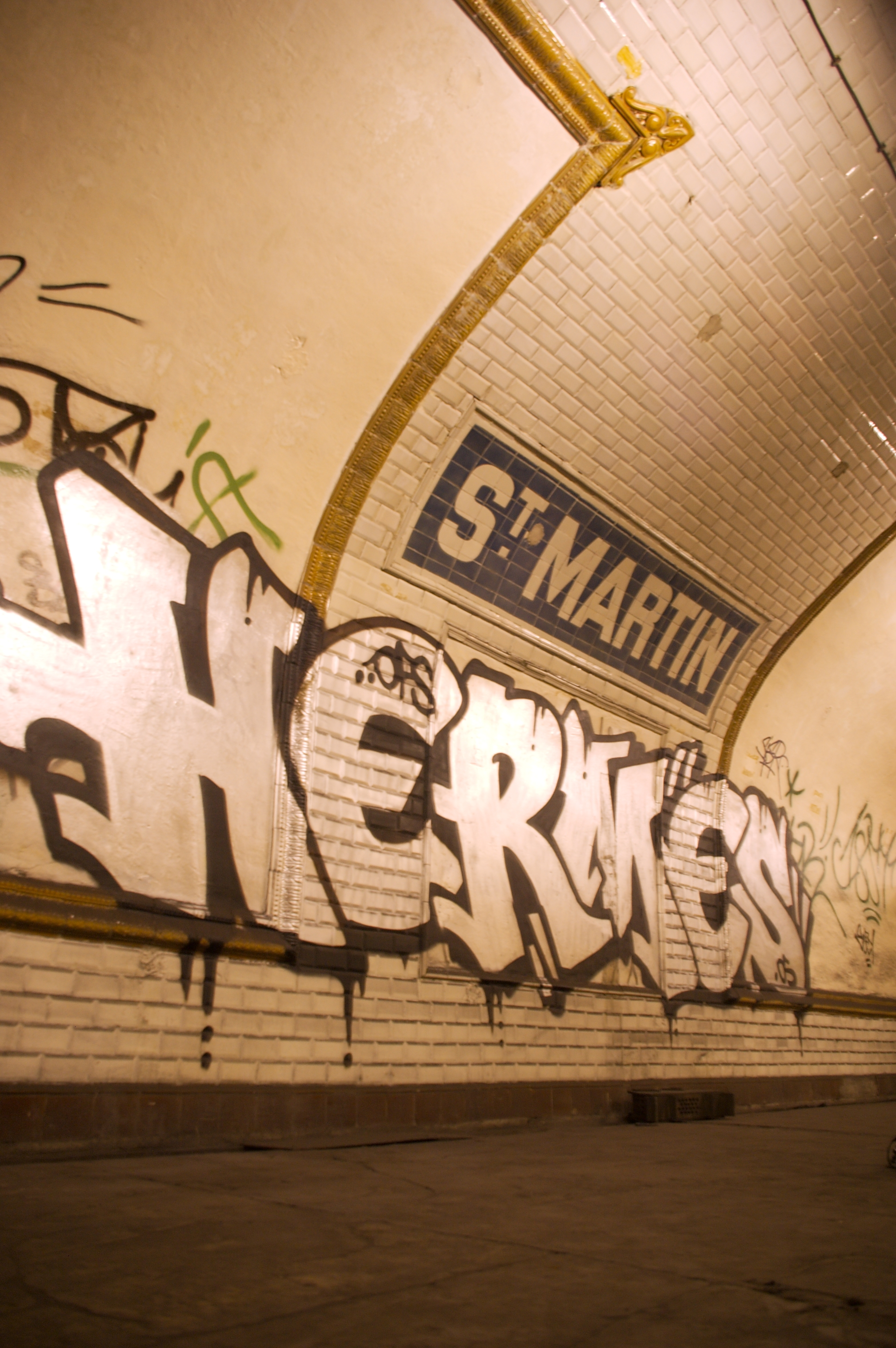
Geschlossene Station Saint-Martin

Die Geisterbahnhöfe der Métro Paris sind für die Öffentlichkeit geschlossene Bahnhöfe. Einige wurden aus historischen oder wirtschaftlichen Gründen aufgegeben, andere wegen Fehlplanungen nie eröffnet. Insgesamt gibt es in der Pariser Métro 18 Geisterbahnhöfe („Stations fantômes“).

## Geschichte
Zu Beginn des Zweiten Weltkrieges wurden die meisten Stationen der Métro vorübergehend geschlossen. Nur 85 Stationen blieben geöffnet. Bis heute sind vier der geschlossenen Stationen nach Kriegsende nicht wiedereröffnet worden. Andere Stationen wurden verschoben, fertig oder halbfertig erbaut und gingen wegen Fehlplanungen nie in Betrieb. Die Station Martin Nadaud wurde wegen ihrer Nähe zur Station Gambetta mit dieser zusammengelegt.

## Geschlossene Bahnhöfe und Bahnhöfe mit unzugänglichen Bereichen
Folgende Stationen sind nicht oder nicht mehr für die Öffentlichkeit zugänglich:
| Station                  | Linie       | Ursache                     | Eröffnung | Schließung | Bemerkung / Bild                                                 |
| ------------------------ | ----------- | --------------------------- | --------- | ---------- | ---------------------------------------------------------------- |
| La Défense – Michelet    | 01          | unvollendet                 |           |            |                                                                  |
| Élysées La Défense       | 01          | unvollendet                 |           |            | Mögliche Betriebsaufnahme durch Erweiterung der RER-Linie E.     |
| Porte Maillot            | 01          | verlegt                     | 1900      | 1937       |                                                                  |
| Victor Hugo              | 02          | verlegt                     | 1900      | 1931       |                                                                  |
| Martin Nadaud            | 03          | mit Gambetta zusammengelegt | 1905      | 1969       |                                                                  |
| Haxo                     | 03bis 07bis | Nie eröffnet                |           |            |                                                                  |
| Porte des Lilas – Cinéma | 03bis 07bis | Nicht mehr benötigt         | 1921      | 1971       |                                                                  |
| Les Halles               | 04          | verlegt                     | 1908      | 1977       |                                                                  |
| Arsenal                  | 05          | Zweiter Weltkrieg           | 1906      | 1939       |                                                                  |
| Gare du Nord USFRT       | 05          | Nicht mehr benötigt         | 1907      | 1942       |                                                                  |
| Parc de Bercy            | 06          | unwirtschaftlich            | 1972      | 1974       | Veranstaltungsbahnhof                                            |
| Orly-Sud                 | 07          | unvollendet                 |           |            | nicht mit der gleichnamigen Station des Orlyvals zu verwechseln. |
| Champ de Mars            | 08          | Zweiter Weltkrieg           | 1913      | 1939       |                                                                  |
| Invalides                | 08          | Nie eröffnet (totes Gleis)  |           |            |                                                                  |
| Saint-Martin             | 08 09       | Zweiter Weltkrieg           | 1931      | 1939       |                                                                  |
| Porte Molitor            | 09 10       | Nie eröffnet                |           |            |                                                                  |
| Croix-Rouge              | 10          | Zweiter Weltkrieg           | 1923      | 1939       |                                                                  |
| Porte de Versailles      | 12          | verlegt                     | 1910      |            |                                                                  |

## Bahnhöfe, die im Zweiten Weltkrieg geschlossen und erst viel später wiedereröffnet wurden
| Station             | Linie | Eröff- enung | Schlie- ßung | Wieder- eröffnung | Bemerkung / Bild |
| ------------------- | ----- | ------------ | ------------ | ----------------- | ---------------- |
| Bel-Air             | 06    | 1909         | 1939         | 1963              |                  |
| Cluny – La Sorbonne | 10    | 1930         | 1939         | 1988              |                  |
| Rennes              | 12    | 1910         | 1939         | 1968              |                  |
| Varenne             | 13    | 1923         | 1939         | 1962              |                  |
| Liège               | 13    | 1911         | 1939         | 1968              |                  |